# بوب بييل
بوب بييل (بالإنجليزية: Bob Beall)‏ هو لاعب كرة قاعدة أمريكي، ولد في 24 أبريل 1948 في بورتلاند في الولايات المتحدة.

## وصلات خارجية
- بوب بييل على موقع دوري كرة القاعدة الرئيسي (الإنجليزية)
- بوب بييل على موقعبيزبول رفرنس.كوم (الدوري الرئيسي) (الإنجليزية)
- بوب بييل على موقعبيزبول رفرنس.كوم (الدوري الثانوي) (الإنجليزية)
- بوب بييل على موقع إي إس بي إن.كوم (أم.أل.بي) (الإنجليزية)
- بوب بييل على موقع مشجعي الرسوم البيانية (الإنجليزية)